# Messua moma
Messua moma là một loài nhện trong họ Salticidae.
Loài này thuộc chi Messua. Messua moma được Frederick Octavius Pickard-Cambridge miêu tả năm 1901.